# Optimisme

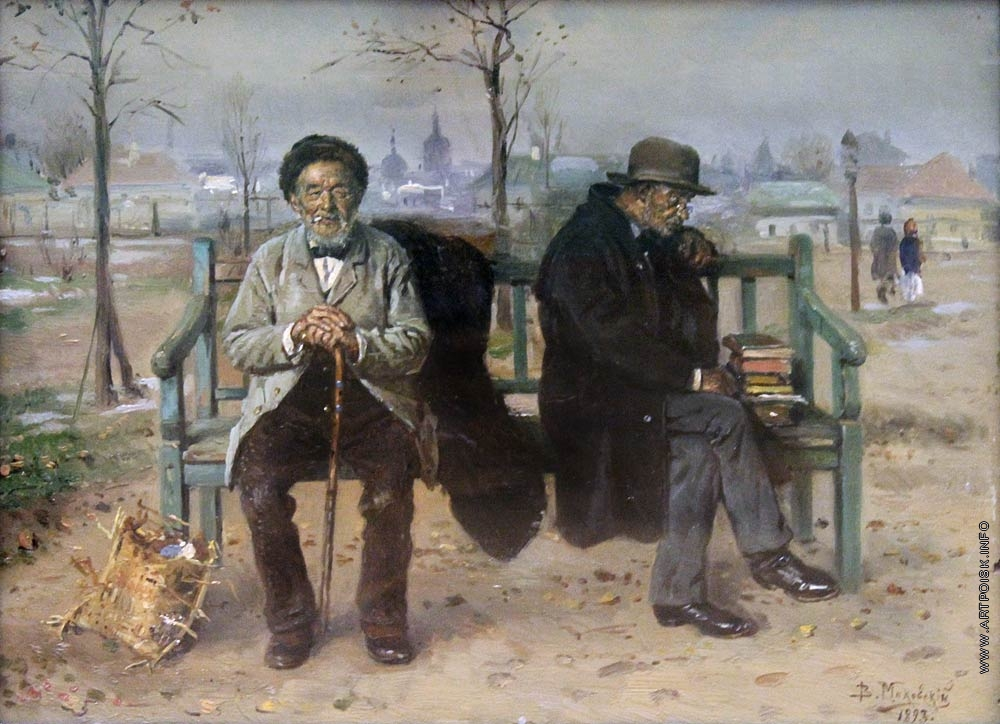
Een optimist en een pessimist, Vladimir Makovsky, 1893

Optimisme (Latijn: optimum, het beste) is van oudsher het geloof in de beste van alle mogelijke werelden te leven.
Het begrip optimisme wordt vaak gebruikt in een afgezwakte vorm: het geloven in en de verwachting van een goede afloop. Optimisten zien elke tegenslag en onheilspellende stand van zaken in het verleden in het licht van deze positieve toekomstverwachting. Onrealistisch optimisme is een geforceerde vorm van optimisme, waarbij er geen ruimte bestaat voor negatieve gedachten en gevoelens zodat onrealistisch optimisme (toxische positiviteit) negatieve gevolgen kan hebben.
Pessimisme (negativisme) is de aan optimisme tegengestelde wereldbeschouwing.
De meeste religies, in het bijzonder de monotheïstische, zijn door middel van hoop en verlossing nauw verbonden met de idee van leven na de dood, en krijgen daardoor een optimistisch karakter.

## Filosofen

### Gottfried Wilhelm Leibniz
De Duitse filosoof Gottfried Wilhelm Leibniz geeft een metafysische onderbouwing van het optimisme in zijn boek Theodizee. Voor hem was duidelijk dat God in zijn almacht en goedheid slechts de beste van alle mogelijke werelden geschapen kon hebben. Voltaire kon deze vorm van optimisme niet waarderen. Met zijn roman Candide polemiseerde hij in 1755 hevig tegen Leibniz.
De term optimisme is niet toe te schrijven aan Leibniz zelf, maar is later wel met hem in verband gebracht. Het werd door jezuïtische theologen gebruikt om de "zich als theoloog voordoende wiskundige" (sich zum Theologen aufspielenden Mathematiker) op de hak te nemen.
Deze negatieve kleuring is in de loop der tijd verloren gegaan, en vormt met pessimisme een vragenpaar, hoe de wereld te beschouwen is. Een bekende bijbehorende uitdrukking in dit verband is: "Is het glas half vol of half leeg?"